# Vreg
Vreg je priimek več znanih Slovencev:
- Andreja Štorman Vreg, bibliotekarka, ur.
- Franc Vreg (1893—1945), uradnik, sodelavec OF, predav. UL 1920 (=?)
- France Vreg (1920—2007), novinar, publicist, komunikolog, univerzitetni profesor
- Jasna Krljić Vreg (*1965), novinarka, TV-voditeljica
- Mile Vreg (1950—2000), radijski in TV-novinar, urednik (Odmevi)
- Miro Vreg (1927—2024), turistični delavec v Grosuplju (Županova jama)
- Ruža Vreg (1924—1994), zdravnica, pisateljica